# Pediocactus sileri

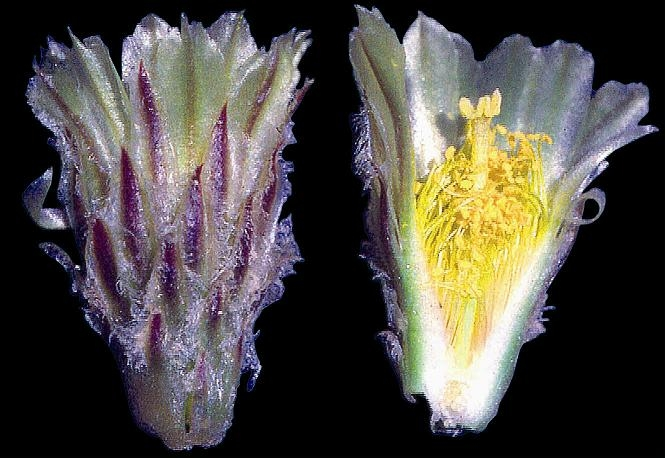
Blütenschnitt.

Pediocactus sileri ist eine Pflanzenart der Gattung Pediocactus in der Familie der Kakteengewächse (Cactaceae). Das Artepitheton der Art A. L. Siler, der die ersten Pflanzen entdeckte. Englische Trivialnamen sind „Gypsum Cactus“ und „Siler´s Pincushion Cactus“.
Die Art ist bedroht und wurde in den Anhang I des Washingtoner Artenschutzabkommens zum Schutz gefährdeter Arten aufgenommen.

## Beschreibung
Der grau bis blaugrüne, meist einzelne, manchmal gruppenbildende Pflanzenkörper ist kugelig bis eiförmig und wird im Alter zylindrisch. Er erreicht Wuchshöhen von 5 bis 20 cm (selten 30 cm) und Durchmesser von 5 bis 12 cm. Auf den konischen Warzen befinden sich runde bis ovale, wollige, cremefarbene bis graue Areolen aus denen 4 bis 8 1,5 bis 3 cm lange Mitteldornen entspringen. Die 10 bis 16 nadelförmigen, unregelmäßig angeordneten Randdornen sind weiß bis grau und 1 bis 2 cm lang.
Die trichterförmigen Blüten erscheinen um den Scheitel und weisen eine Länge und einen Durchmesser von bis zu 2,5 cm auf. Meist sind die Blütenhüllblätter gelb bis bräunlich, selten auch rosa. Die Blühperiode ist April bis Mai. Die zylindrisch bis ovalen Früchte sind 1,2 cm lang und haben einen Durchmesser von 8 mm. Sie enthalten 3 bis 15 graue, braune bis fast schwarze Samen, die innerhalb von 4 bis 6 Wochen reifen.

## Verbreitung, Systematik und Gefährdung
Pediocactus sileri ist endemisch im Grenzgebiet von Arizona und Utah in den Countys Mohave, Coconino, Washington und Kane in Höhenlagen zwischen 800 und 1500 Metern verbreitet. Er wächst in gipshaltigem Substrat auf flachen Hügeln und ist vergesellschaftet mit Sclerocactus parviflorus, Navajoa peeblesiana subsp. fickeiseniorum, Escobaria vivipara var. arizonica sowie verschiedenen Opuntia- und Yucca-Arten.
Die Erstbeschreibung erfolgte 1896 durch den amerikanischen Botaniker John Merle Coulter, der den von George Engelmann vergebenen Namen Echinocactus sileri verwendete. Nathaniel Lord Britton und Joseph Nelson Rose stellten diese Art 1922 als Utahia sileri in die von ihnen neu geschaffene monotypische Gattung Utahia. Lyman David Benson ordnete sie 1961 unter ihrem heutigen Namen Pediocactus sileri der Gattung Pediocactus zu.
Pediocactus sileri ist die Typusart der Sektion Rhytidospermae, deren Mitglieder die typische, wellige Samenstruktur der äußeren Testa aufweisen.
In der Roten Liste gefährdeter Arten der IUCN wird die Art als „Least Concern (LC)“, d. h. als nicht gefährdet geführt.

## Bilder
Pediocactus sileri:

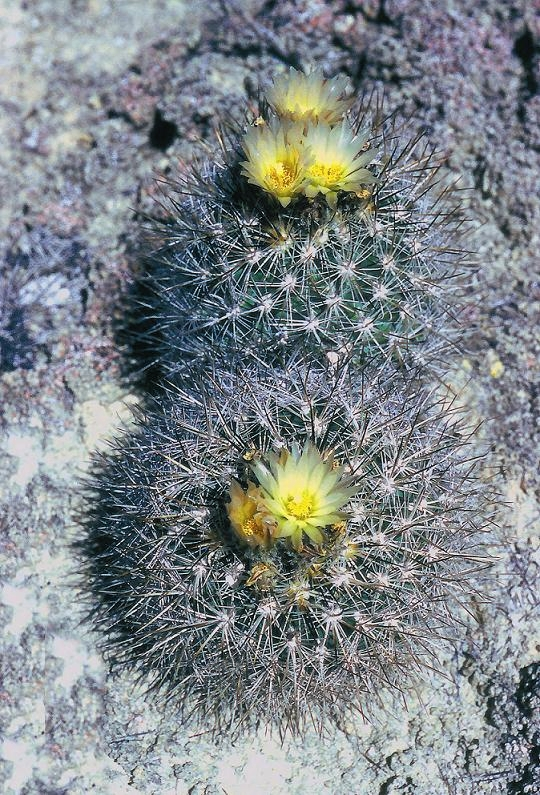
Auf gipshaltigem Boden (Utah).
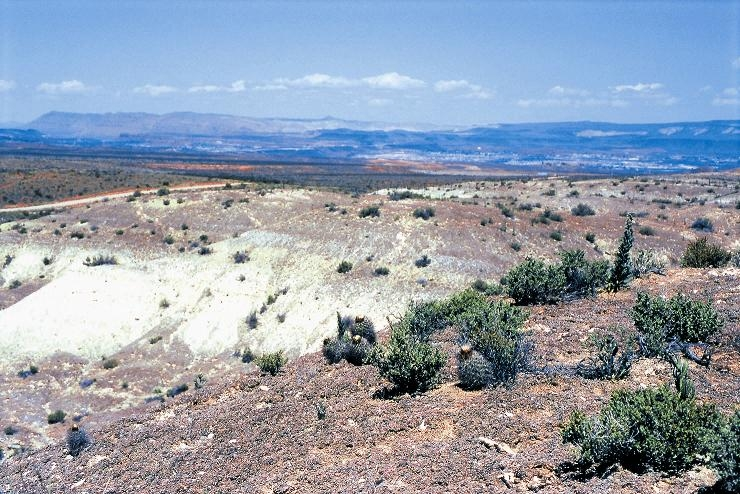
Alte geschützte Exemplare (Utah).
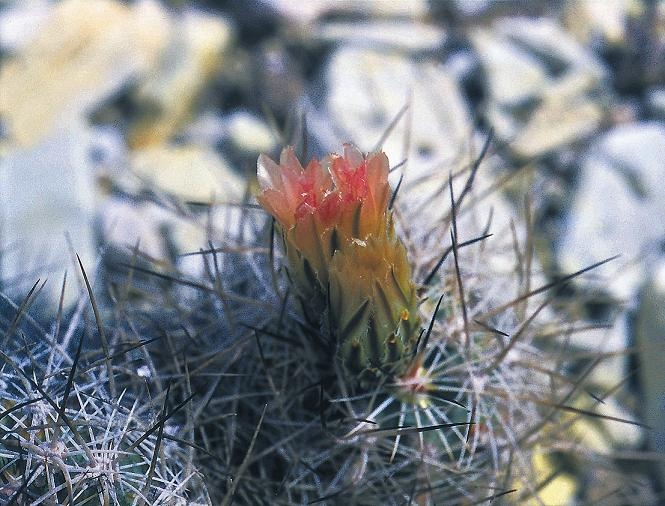
Rosa blühende Exemplare sind selten.
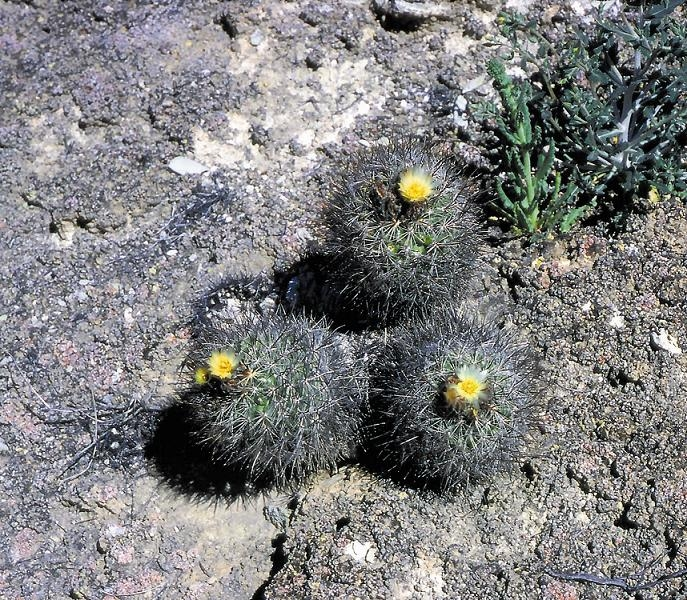
Eine alte Gruppe.
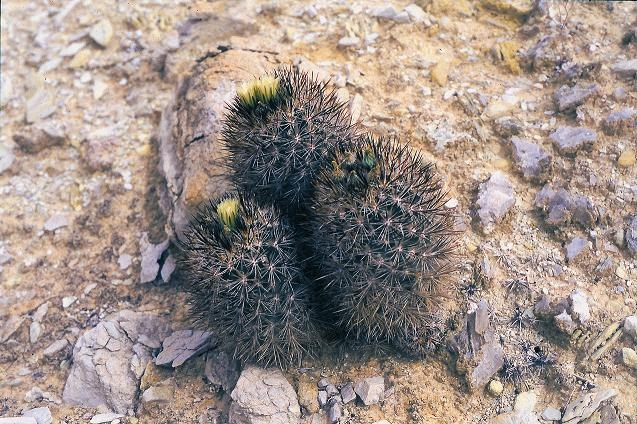
Eine Gruppe mit dichter Bedornung (Utah).
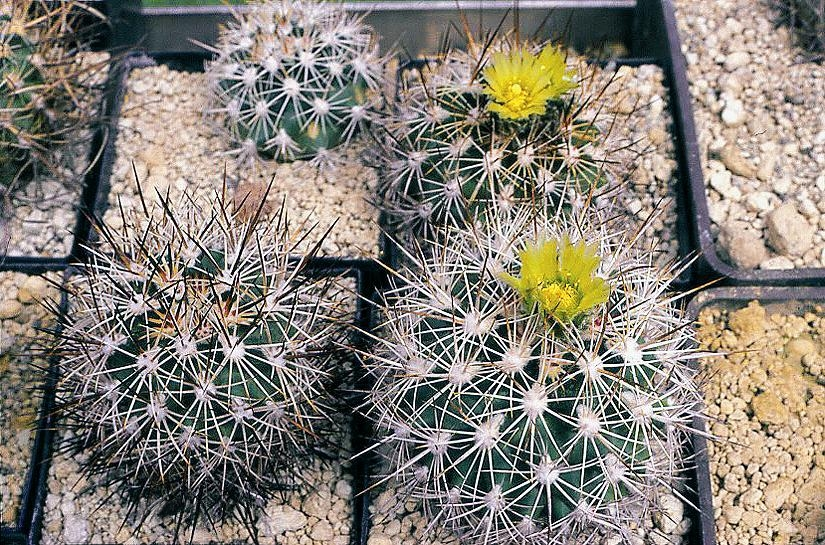
In Kultur in Europa.